# Roy Krishna
Roy Krishna (Labasa, 1987. augusztus 20. –) Fidzsi-szigeteki válogatott labdarúgó és olimpikon, aki jelenleg az Atlético de Kolkata csapatában játszik az Indiai Szuperligában.

## Pályafutása
Krishna a Fidzsi-szigeteki Labasa csapatában kezdte karrierjét.
2008 januárjában leigazolta őt az új-zélandi Waitakere United csapata, ezzel húszévesen megkötötte élete első profi szerződését.
A tehetséges fiatal 2008 májusában két hetet töltött próbajátékon a Wellington Phoenix együttesénél, de nem kínáltak neki szerződést.
2009 márciusában érdeklődött iránta a PSV Eindhoven, a Leeds United és a Derby County csapata, azonban úgy gondolta, a karrierje szempontjából a legjobb megoldás, ha továbbra is Új-Zélandon folytatja pályafutását. Ezt azzal indokolta, hogy nem akar Európába költözni és az angol nyelv mellett nem áll készen egy új nyelv tanulására.
2013 szeptemberében bejelentették, hogy leigazolta őt az Auckland City, előző csapata helyi riválisa. 2013. december 12-én gólt szerzett a FIFA-klubvilágbajnokságon Marokkóban és ezzel ő lett az első Fidzsi-szigeteki labdarúgó, aki eredményes volt a FIFA által rendezett tornán. A mérkőzést az Auckland City 2-1-re elvesztette a Raja Casablancával szemben.
2014. január 7-én Krishna aláírt a Wellington Phoenix csapatához a 2013-14-es szezon végéig, hogy helyettesítse a sérült Paul Ifillt. 2014. március 16-án megszerezte első gólját az ausztrál első osztályban. Március 20-án aláírta új, két évre szóló szerződését a Wellington Phoenix csapatához.
2016. február 29-én klubja a 2017-18-as szezon végéig szerződést hosszabbított vele.
2018 februárjában felvetődött a hír miszerint az MLS-ben szereplő Colorado Rapids együtteséhez igazolhat, de végül a két klub nem tudott egymással megegyezni. Az ügyet lezárva február 15-én újra meghosszabbította szerződését az új-zélandi klub egy évvel, a 2018-19-es szezon végéig.
2018. április 18-án Krishna megkapta az Év Játékosa díjat, valamint a Brisbane Roar elleni gólját megválasztották az év góljának a Wellington Phoenix csapatán belül.
2018. december 2-án, a Perth Glory elleni góljával a Wellington Phoenix történetének legeredményesebb játékosává lépett elő 34 találattal. Ezzel a 33 gólos, korábbi rekorder Paul Ifillt előzte meg.
2019. április 21-én a Melbourne City elleni mérkőzésen megszerezte karrierje első mesterhármasát és egyben ötvenedik gólját is az A-League-ben, valamint átvette a vezetést a klub örökranglistáján az egy szezonban rúgott gólok tekintetében. A korábbi éllovas Jeremy Brockie volt 16 góllal.
Krishna élete szezonját futva 18 góljával a 2018-19-es bajnokság gólkirálya lett. Csapatával bejutott a rájátszásba, de ott kikaptak a Melbourne Victory együttesétől. A szezon végén számos díjat zsebelt be. Elnyerte a szezon legjobb játékosának járó Johnny Warren Medal-t, valamint csapatán belül a klub és a csapattársai is megválasztották az év játékosának.
2019. május 27-én bejelentette, hogy öt év után távozik a Wellington Phoenix csapatától. Ezután számos pletyka látott napvilágot arról, hogy hol folytathatja pályafutását. Két A-League-ben szereplő klub, a Sydney FC és a Melbourne Victory mutatott érdeklődést iránta, valamint felvetült az is, hogy a ligában első szezonját kezdő Western United csapatához igazol. Ezenkívül szóba hozták, hogy a koreai vagy az indiai bajnokságba szerződhet az újabb trófeák és az AFC Bajnokok Ligájában való szereplés reményében.
2019. június 28-án a találgatásokat lezárva aláírt az indiai Atlético de Kolkata csapatához egy szezonra. Október 20-án a Kerala Blasters ellen debütált az Indiai Szuperligában. Az ATK első hazai meccsén pedig meg is szerezte első gólját a ligában, a Hyderabad FC elleni 5-0-ás győzelem alkalmával. 2020. február 8-án pályafutása második mesterhármasát könyvelhette el az Odisha csapata ellen. A 18 meccses alapszakasz során minden alkalommal kezdőként lépett pályára és mindössze két találkozót nem játszott végig. 14 gólja mellett 5 gólpasszt is jegyzett, valamint öt alkalommal a csapatkapitányi karszalagot is viselte. Csapata az alapszakaszt a tabella második helyén zárta. A rájátszás elődöntőjében az indiai legenda, Sunil Chhetri vezette Bengaluru együttesével kerültek össze. Az első mérkőzés a Bengaluru győzelmével zárult, ám az egy héttel későbbi visszavágón az ATK 3-1-re felülmúlta ellenfelét. Krishna góllal és egy kiharcolt büntetővel segítette csapatát a döntőbe jutáshoz. A március 14-én, zárt kapuk mögött megrendezett fináléban a fidzsi játékos adott egy gólpasszt, majd még az első félidőben megsérült. Az ATK viszont nélküle is diadalmaskodni tudott és a Chennaiyin FC elleni 3-1-es győzelmével harmadik alkalommal lett az Indiai Szuperliga bajnoka.
Krishna a szezon végén 15 góljával és 6 gólpasszával - csupán több pályára lépése miatt - a góllövőlista második helyén zárt a litván Nerijus Valskis (Chennaiyin FC) mögött. Csapata a rájátszás megnyerésével jogosultságot szerzett arra, hogy induljon a 2021-es AFC-kupa csoportkörében.

## Nemzetközi karrier
Krishna a 2007-es Dél-Csendes-óceáni Játékokon debütált a Fidzsi-szigeteki labdarúgó-válogatottban.
Részt vett a 2010-es világbajnoki selejtezőtornán, valamint a 2008-as, 2012-es és 2016-os Óceániai Nemzetek Kupáján is.
2010-ben szerepelt a Fidzsi-szigeteki futsal válogatottban is.
2016. július 16-án nevezték a Fidzsi-szigeteki U23-as labdarúgó olimpiai válogatottba is, mint a három túlkoros játékos egyike. 2016. augusztus 7-én gólt fejelt Mexikó ellen és ezzel megszerezte válogatottja első gólját az olimpiák történetében.

## Magánélete
Krishna 2018 júliusában feleségül vette az indiai és Fidzsi-szigeteki származású Naziah Ali újságírót, üzlettulajdonost.
2018. december 6-án bejelentették, hogy Krishna megkapta az új-zélandi állampolgárságot.
A futballon kívül Krishna a Fiji Airways nagyköveteként is tevékenykedik.

## Érdekességek
Krishna két alkalommal is bekerült a hét csapatába a FIFA 19 nevű játékban. Először 2019 januárjában, amikor a Central Coast Mariners elleni bajnokin segítette két góllal és egy gólpasszal győzelemhez csapatát. Mellette olyan sztárok is szerepeltek a kiválasztottak között, mint Luis Suárez, David de Gea és Fabinho. Másodszor 2019 áprilisában érte ez az elismerés a Melbourne City elleni teljesítménye és mesterhármasa miatt.

## Statisztika
| Csapat              | Szezon              | Bajnokság | Bajnokság | Nemzetközi kupák | Nemzetközi kupák | Válogatott | Válogatott | Összesen | Összesen |
| Csapat              | Szezon              | Meccs     | Gól       | Meccs            | Gól              | Meccs      | Gól        | Meccs    | Gól      |
| ------------------- | ------------------- | --------- | --------- | ---------------- | ---------------- | ---------- | ---------- | -------- | -------- |
| Waitakere United    | 2007-08             | 4         | 0         |                  |                  |            |            | 4        | 0        |
| Waitakere United    | 2008-09             | 14        | 11        | 1                | 0                | 3          | 3          | 18       | 14       |
| Waitakere United    | 2009-10             | 16        | 8         |                  |                  | 6          | 1          | 22       | 9        |
| Waitakere United    | 2010-11             | 11        | 6         |                  |                  | 4          | 2          | 15       | 8        |
| Waitakere United    | 2011-12             | 16        | 11        |                  |                  | 6          | 5          | 22       | 16       |
| Waitakere United    | 2012-13             | 14        | 19        |                  |                  | 8          | 6          | 22       | 25       |
| Waitakere United    | Összesen            | 75        | 55        | 1                | 0                | 27         | 17         | 103      | 72       |
| Auckland City FC    | 2013-14             | 4         | 1         | 1                | 1                |            |            | 5        | 2        |
| Auckland City FC    | Összesen            | 4         | 1         | 1                | 1                |            |            | 5        | 2        |
| Wellington Phoenix  | 2013-14             | 9         | 1         |                  |                  |            |            | 9        | 1        |
| Wellington Phoenix  | 2014-15             | 25        | 9         |                  |                  |            |            | 25       | 9        |
| Wellington Phoenix  | 2015-16             | 16        | 6         |                  |                  |            |            | 16       | 6        |
| Wellington Phoenix  | 2016-17             | 25        | 12        |                  |                  | 7          | 5          | 32       | 17       |
| Wellington Phoenix  | 2017-18             | 21        | 4         |                  |                  | 6          | 2          | 27       | 6        |
| Wellington Phoenix  | 2018-19             | 27        | 19        |                  |                  | 2          | 2          | 29       | 21       |
| Wellington Phoenix  | Összesen            | 123       | 51        |                  |                  | 15         | 9          | 138      | 60       |
| ATK                 | 2019-20             | 21        | 15        |                  |                  |            |            | 21       | 15       |
| ATK                 | Összesen            | 21        | 15        |                  |                  |            |            | 21       | 15       |
| Karrier összesítése | Karrier összesítése | 223       | 122       | 2                | 1                | 42         | 26         | 267      | 149      |

## Sikerei, díjai

### Waitakere United
- Új-zélandi labdarúgó-bajnokság: 2007-08, 2009-10, 2010-11, 2011-12, 2012-13

### Auckland City FC
- ASB Charity Cup: 2013-14

### Atlético de Kolkata
- Indiai Szuperliga: 2019-20

### Egyéni elismerések
- Új-zélandi labdarúgó-bajnokság Az év játékosa (2008-09)[32]
- U20-as Óceániai-bajnokság aranycipő: 8 gól (2007)
- Az év óceániai játékosa: jelölés (2008)[33]
- Új-zélandi labdarúgó-bajnokság aranycipő: 12 gól (2012-13)[34]
- Wellington Phoenix aranycipő: 12 gól (2016-17, 2018-19)[35]
- Wellington Phoenix az év gólja (2017-18)
- Wellington Phoenix az év játékosa (2017-18, 2018-19)[36][37]
- Wellington Phoenix Player's Player of the Year (2018-19)[37]
- Ausztrál labdarúgó-bajnokság a hónap játékosa (2019. január)
- Ausztrál labdarúgó-bajnokság aranycipő: 18 gól (2018-19)[14]
- Johnny Warren Medal (2018-19)[38]
- Indiai Szuperliga a hónap játékosa (2019. november)[39]

## Fordítás
- Ez a szócikk részben vagy egészben  a   Roy Krishna című angol Wikipédia-szócikk fordításán alapul.  Az eredeti cikk szerkesztőit annak laptörténete sorolja fel. Ez a jelzés csupán a megfogalmazás eredetét és a szerzői jogokat jelzi, nem szolgál a cikkben szereplő információk forrásmegjelöléseként.